# Лазерная хирургия
Лазерная хирургия — способ проведения хирургических операций, заключающийся в удалении или прижигании небольших участков тканей с минимальным повреждением окружающих тканей. Лазерная хирургия применяется для коррекции зрения, устранения закупорки артерий, удаления некоторых видов пигментированных образований на коже, стоматологии и удалении опухолей, особенно глиом различной этиологии. Спектральные характеристики лазеров позволяют выбирать нужный тип и мощность излучения для различных заболеваний. Например, аргоновый лазер используется для лечения заболеваний сетчатки (например, диабетической ретинопатии), углекислотный лазер — для лечения цервикальной интраэпителиальной неоплазии, а Nd:YAG-лазер — для удаления слоя эндометрия матки.